# Antigua Catedral de Santa María (San Francisco)
La Antigua Catedral de Santa María de la Inmaculada Concepción (Old Saint Mary's Cathedral en inglés) es una iglesia parroquial de la Iglesia católica en San Francisco (California). La catedral está ubicada en la esquina de Grant Avenue y la California Street. La iglesia lleva el nombre de María (madre de Jesús), bajo el título de la Inmaculada Concepción.

## Historia

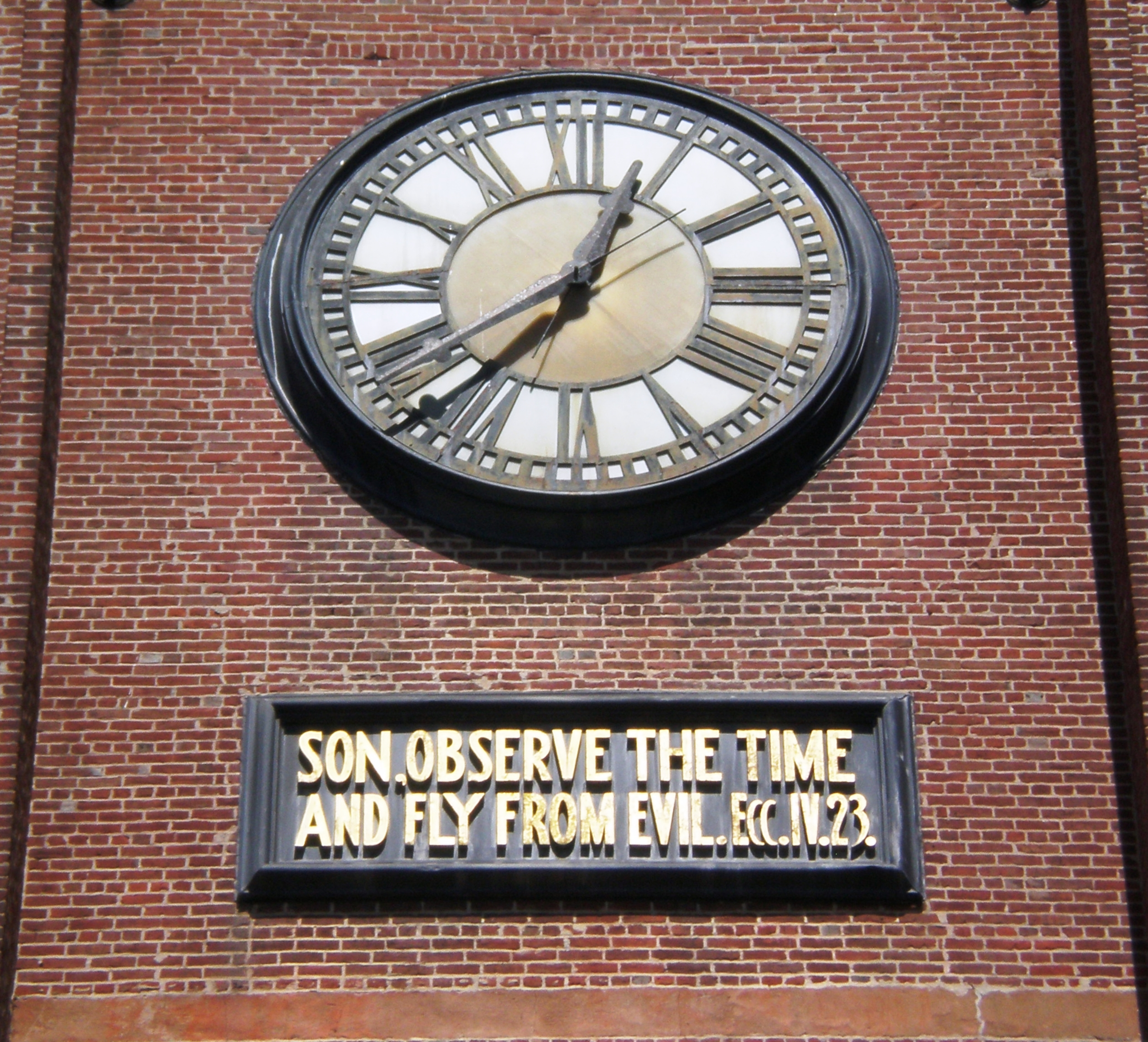
El Reloj de la Iglesia, nótese el mensaje

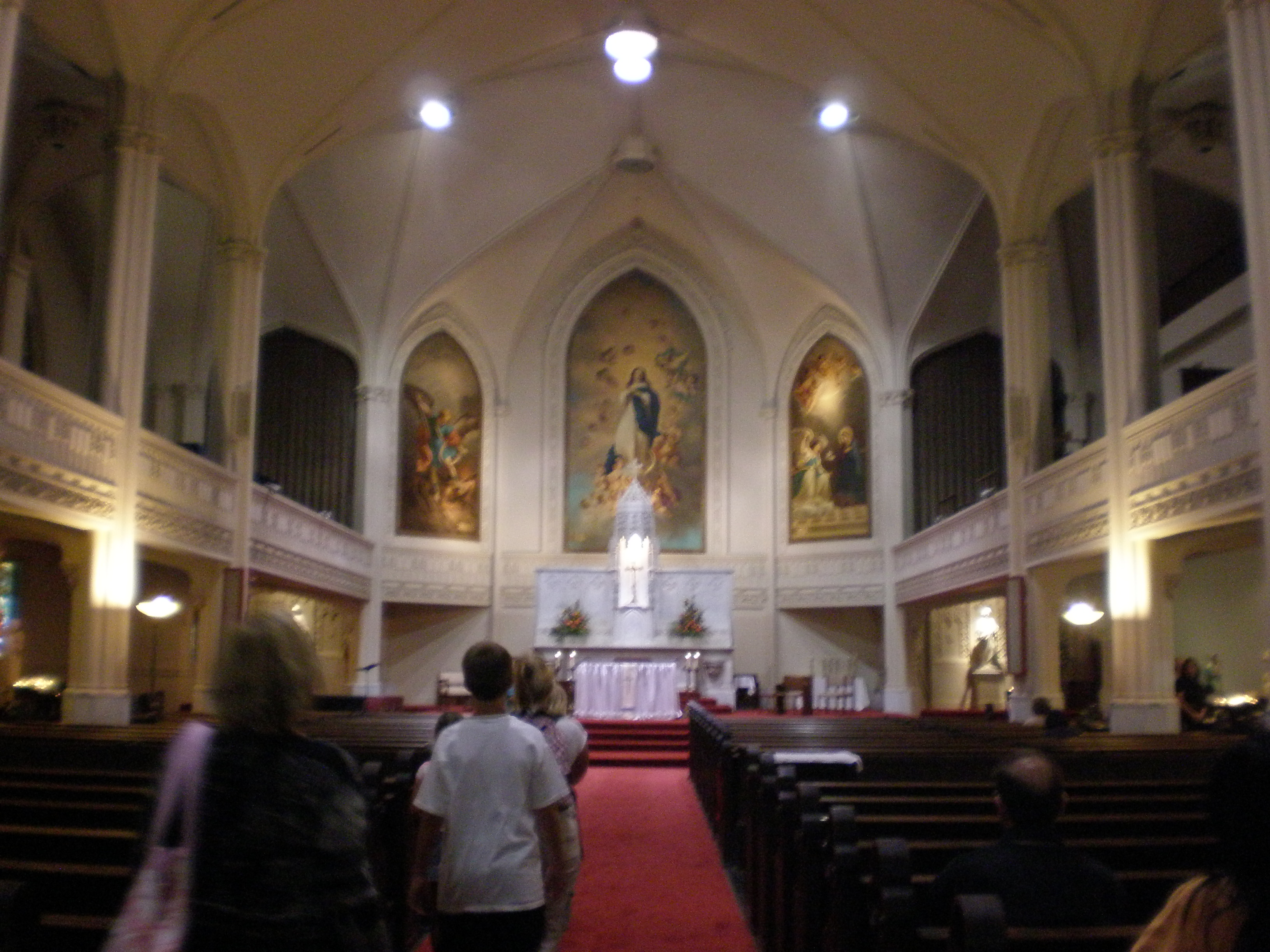
Interior de la Catedral

La catedral fue construida en 1854 como la primera catedral de la Arquidiócesis de San Francisco. Es la primera catedral de California que se construirá con el propósito expreso de servir como una catedral, aunque otras iglesias en el estado sirvieron como catedrales antes de su construcción. Fue utilizada desde 1854 hasta 1891 como una catedral y fue reemplazado por la primera Catedral de Santa María de la Asunción, ya que la arquidiócesis estaba en la necesidad de un espacio más grande para el creciente número de católicos en el área. En 1891, la catedral se convirtió en una iglesia parroquial, aún con el mismo nombre que se dio como una catedral. La nueva catedral de Santa María se encontraría en Van Ness Avenue y O'Farrell Street.
Bajo la esfera del reloj de la Antigua Catedral de Santa María aparecen las palabras: Son, observe the time and fly from the evil (Ecc.IV.23); en español: Hijo, mira el tiempo que vuela desde el diablo (Ecc.IV.23), que seguramente iba dirigido a los hombres que rondaban los prostíbulos en la época de la construcción.
Fue frente a esta iglesia donde el Emperador Norton murió en 1880, en su camino a una conferencia en la Academia de Ciencias de California.
La iglesia sobrevivió al terremoto de San Francisco de 1906, solo para ser destruida un día después por los incendios iniciados por el terremoto. Los incendios fundieron las campanas de la iglesia y el altar de mármol. Todo lo que quedó fueron las paredes de ladrillo exterior y la torre-campanario. La reconstrucción de la iglesia finalizó en 1909.
La iglesia se ha extendido y se han construido un auditorio, una biblioteca y una sala de conferencias y se utilizará ese espacio en el futuro para albergar eventos de los hombres y mujeres de la Segunda Guerra Mundial.
La Catedral Vieja de Santa María sigue siendo una parroquia activa de la arquidiócesis, y sirve las comunidades del Chinatown y Nob Hill. La iglesia es una señal histórica de California. Los Padres Paulistas han servido la Iglesia de Santa María desde 1901, y continúan sirviendo allí hoy.